# هارون البرشلوني
هارون البرشلوني كان آخر ولاة برشلونة وقد حكم من 800 إلى 801 أثناء حصار برشلونة.
نجح هارون في تولي ولاية برشلونة عندما ألقت القوات الفرنجية القبض على سلفه سعدون الرويني أثناء محاولته الوصول إلى قرطبة للحصول على المساعدة. تم اختيار هارون واليًا من قبل كل من القوطيين والمسلمين في المدينة.
ومع أنه محاصر تمامًا بدون طعام ولا أمل في المساعدة، فقد أجبره القوط في المدينة على تسليم برشلونة إلى الفرانكي لويس المتدين في 3 أبريل 801. 
يعني الاستسلام أن المدينة انتقلت من سيطرة المسلمين إلى «الثغر الإسباني» في الإمبراطورية الكارولنجية.